# Stacey Ndiwa
Stacey Ndiwa (Kenia, 6 de diciembre de 1992) es una atleta keniana, especialista en la prueba de 10 000 m, en la que logró ser campeona africana en 2018

## Carrera deportiva
En el Campeonato Africano de Atletismo de 2018 celebrado en Asaba (Nigeria) ganó la medalla oro en los 10 000 metros, con un tiempo de 31:31.17 segundos, por delante de su compatriota la también keniana Alice Aprot Nawowuna (plata con 31:36.12 segundos) y de la etíope Gete Alemayehu (bronce con 32:10.68 segundos).